# 1997 TJ24
1997 TJ24 är en asteroid i huvudbältet som upptäcktes den 5 oktober 1997 av Beijing Schmidt CCD Asteroid Program vid Xinglong-observatoriet.
Asteroiden har en diameter på ungefär 8 kilometer och den tillhör asteroidgruppen Eos.